# Hallvar Thoresen
Hallvar Thoresen (* 12. dubna 1957, Larvik) je bývalý norský fotbalový útočník a později fotbalový trenér. Nastupoval i v norské fotbalové reprezentaci. Mimo Norska hrál na klubové úrovni v Nizozemsku.
Jeho otcem je Gunnar Thoresen.

## Klubová kariéra
S fotbalem začal v norském klubu Larvik Turn. V sedmnácti odešel do Nizozemska do klubu FC Twente, s nímž vyhrál v sezóně 1976/77 nizozemský fotbalový pohár. V létě 1981 přestoupil do PSV Eindhoven.

S PSV se stal třikrát mistrem Eredivisie (v sezónách 1985/86, 1986/87 a 1987/88). Sezóna 1987/88 byla nejúspěšnější, neboť vyhrál tzv. double, tedy ligové prvenství i triumf v nizozemském poháru. 

Kariéru ukončil v roce 1990 v norském klubu Frigg Oslo.

## Reprezentační kariéra
V A-týmu norské fotbalové reprezentace debutoval 21. 5. 1978 v přátelském utkání v Oslu proti týmu Irska (remíza 0:0). Celkem odehrál v letech 1978–1987 za norský národní tým 50 zápasů a vstřelil 9 gólů.

## Trenérská kariéra
Během své trenérské dráhy vedl norské kluby Strømsgodset IF a SK Brann a také norskou reprezentaci do 21 let.